# Leander (Texas)
|  | Dieser Artikel wurde aufgrund von inhaltlichen Mängeln auf der Qualitätssicherungsseite des Projektes USA eingetragen. Hilf mit, die Qualität dieses Artikels auf ein akzeptables Niveau zu bringen, und beteilige dich an der Diskussion! Eine nähere Beschreibung der zu behebenden Mängel fehlt. |

Leander ist eine Stadt im Williamson County im US-Bundesstaat Texas. Leander liegt nordwestlich von Austin (Texas). Das U.S. Census Bureau hat bei der Volkszählung 2020 eine Einwohnerzahl von 59.202 ermittelt.
Die Stadt wurde am 17. Juli 1882 als Bagdad gegründet.